# Diócesis de Kabwe
La diócesis de Kabwe (en latín: Dioecesis Kabven(sis) y en inglés: Roman Catholic Diocese of Kabwe) es una circunscripción eclesiástica latina de la Iglesia católica en Zambia, sufragánea de la arquidiócesis de Ndola. La diócesis tiene al obispo Clement Mulenga, S.D.B. como su ordinario desde el 29 de octubre de 2011.

## Territorio y organización

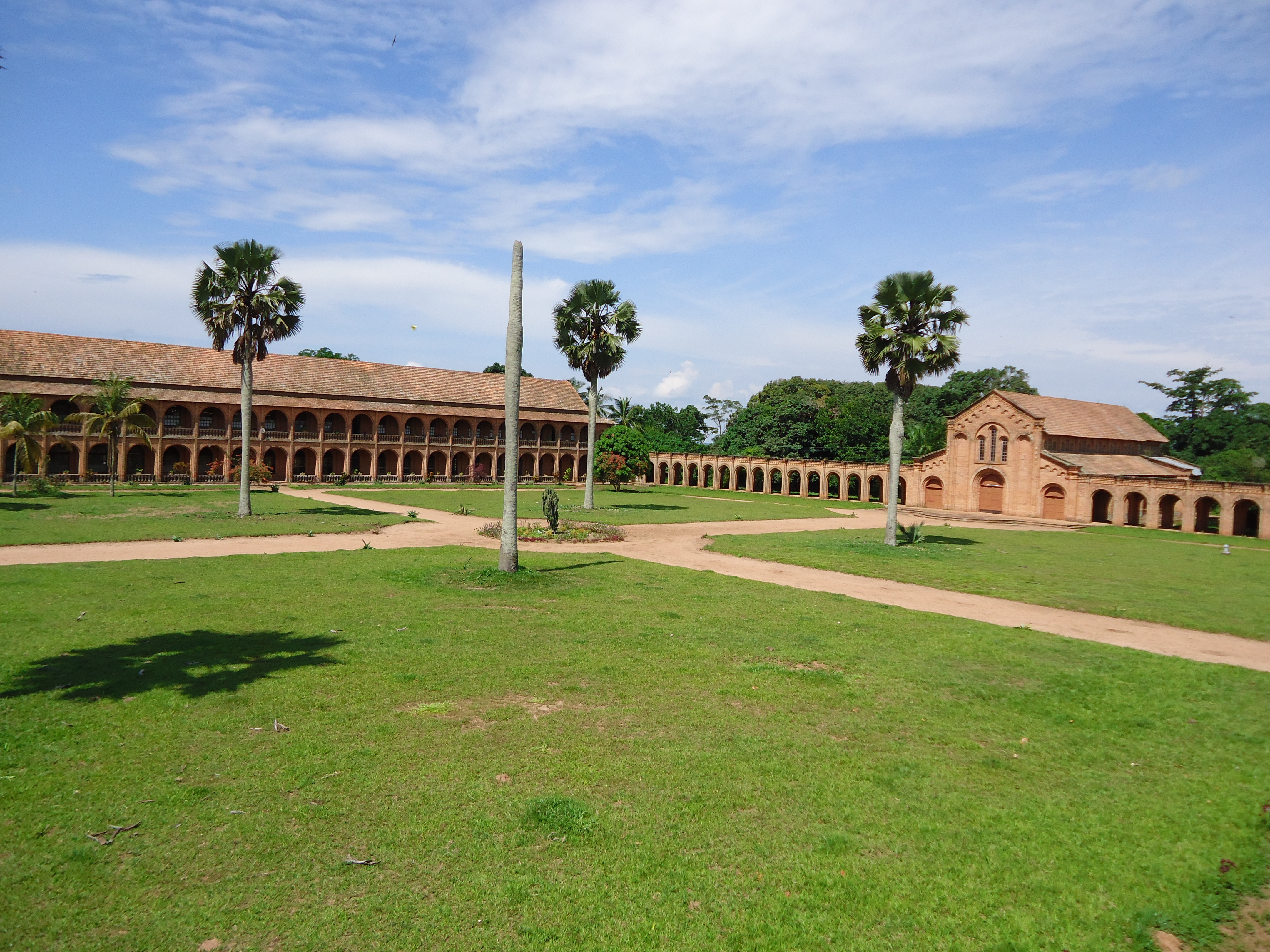
Seminario diocesano de Kabwe

La diócesis tiene 63 574 km² y extiende su jurisdicción sobre los fieles católicos de rito latino residentes en la provincia Central en los distritos de: Kabwe, Kapiri Mposhi, Mkushi, Chibombo y Serenje.
La sede de la diócesis se encuentra en la ciudad de Kabwe, en donde se halla la Catedral del Sagrado Corazón de Jesús.
En 2019 en la diócesis existían 28 parroquias.

## Historia
La diócesis fue erigida el 29 de octubre de 2011 con la bula Cum nuper del papa Benedicto XVI, obteniendo el territorio de la diócesis de Mpika y de la arquidiócesis de Lusaka.
Inicialmente sufragánea de Lusaka, el 18 de junio de 2024, tras la elevación de la diócesis de Ndola a arquidiócesis metropolitana, pasó a formar parte de la nueva provincia eclesiástica.

## Estadísticas
Según el Anuario Pontificio 2020 la diócesis tenía a fines de 2019 un total de 186 264 fieles bautizados.
| Año                                                                             | Población            | Población | Población      | Sacerdotes | Sacerdotes    | Sacerdotes    | Bautizados por sacerdote | Diáconos permanentes | Religiosos | Religiosos | Parroquias |
| Año                                                                             | Bautizados católicos | Total     | % de católicos | Total      | Clero secular | Clero regular | Bautizados por sacerdote | Diáconos permanentes | Varones    | Mujeres    | Parroquias |
| ------------------------------------------------------------------------------- | -------------------- | --------- | -------------- | ---------- | ------------- | ------------- | ------------------------ | -------------------- | ---------- | ---------- | ---------- |
| 2011                                                                            | 138 810              | 1 078 334 | 12.9           | 37         | 12            | 25            | 3752                     |                      | 25         | 70         | 17         |
| 2013                                                                            | 138 810              | 1 080 940 | 12.8           | 41         | 12            | 29            | 3385                     |                      | 54         | 72         | 22         |
| 2016                                                                            | 174 537              | 1 083 995 | 16.1           | 51         | 18            | 33            | 3422                     |                      | 55         | 82         | 25         |
| 2019                                                                            | 186 264              | 1 088 368 | 17.1           | 76         | 20            | 56            | 2450                     |                      | 89         | 98         | 28         |
| Fuente: Catholic-Hierarchy, que a su vez toma los datos del Anuario Pontificio. |                      |           |                |            |               |               |                          |                      |            |            |            |

## Episcopologio
- Clement Mulenga, S.D.B., desde el 29 de octubre de 2011